# National Football League 1948
La stagione NFL 1948 fu la 29ª stagione sportiva della National Football League, la massima lega professionistica statunitense di football americano. La stagione iniziò il 17 settembre 1948 e si concluse con la finale del campionato che si disputò il 19 dicembre allo Shibe Park di Filadelfia, in Pennsylvania che vide la vittoria dei Philadelphia Eagles sui Chicago Cardinals per 7 a 0.
Durante la stagione, il giocatore dei Los Angeles Rams Fred Gehrke dipinse sul suo casco delle corna, simbolo della propria squadra (Ram in inglese significa ariete), creando così il primo esempio di casco di una squadra professionistica di football decorato col logo di una squadra.

## Modifiche alle regole
- Vennero vietati i caschi in plastica in seguito alle critiche riguardo al fatto che venissero usati più come arma che come protezione.
- Venne consentito di usare un supporto per sostenere la palla durante i kickoff.
- Venne deciso, nel caso un ricevitore venisse placcato dietro la linea di scrimmage, di fermare il tempo prima dell'inizio dell'azione successiva, per dare modo ai ricevitori che si fossero spinti in profondità di ritornare in formazione.
- Venne consentito alla difesa, in caso di penalità all'attacco per ritardo nel gioco (delay of game), di declinare la conseguente penalità di cinque iarde.
- Venne deciso che, nel caso un fallo si verifichi dietro la linea durante un'azione di passaggio indietro o di fumble, di applicare la penalità dal punto in cui è stato commesso il fallo.
- Venne vietato di colpire la palla, quando la stessa fosse in possesso di un giocatore.
- Venne deciso che tutti gli arbitri fossero equipaggiati di fischietto.

## Stagione regolare
La stagione regolare si svolse in 12 giornate, iniziò il 17 settembre e terminò l'12 dicembre 1948.

### Risultati della stagione regolare
- V = Vittorie, S = Sconfitte, P = Pareggi, PCT = Percentuale di vittorie, PF = Punti Fatti, PS = Punti Subiti
- Nota: nelle stagioni precedenti al 1972 i pareggi non venivano conteggiati nel calcolo della percentuale di vittorie.

| Eastern Division    |   |   |   |     |     |     |
| Squadra             | V | S | P | PCT | PF  | PS  |
| Philadelphia Eagles | 9 | 2 | 1 | 818 | 376 | 156 |
| Washington Redskins | 7 | 5 | 0 | 583 | 291 | 287 |
| New York Giants     | 4 | 8 | 0 | 333 | 297 | 388 |
| Pittsburgh Steelers | 4 | 8 | 0 | 333 | 200 | 243 |
| Boston Yanks        | 3 | 9 | 0 | 250 | 174 | 372 |

| Western Division  |    |    |   |     |     |     |
| Squadra           | V  | S  | P | PCT | PF  | PS  |
| Chicago Cardinals | 11 | 1  | 0 | 917 | 395 | 226 |
| Chicago Bears     | 10 | 2  | 0 | 833 | 375 | 151 |
| Los Angeles Rams  | 6  | 5  | 1 | 545 | 327 | 269 |
| Green Bay Packers | 3  | 9  | 0 | 250 | 154 | 290 |
| Detroit Lions     | 2  | 10 | 0 | 167 | 200 | 407 |

## La finale
La finale del campionato si disputò sotto una tormenta il 19 dicembre 1948 allo Shibe Park di Filadelfia e vide la vittoria dei Philadelphia Eagles sui Chicago Cardinals per 7 a 0.

## Vincitore
| Vincitori del campionato NFL 1948 Philadelphia Eagles 1º titolo |